# Johanna Heilina Stichting
De Johanna Heilina Stichting is een Nederlandse stichting die welzijnszorg biedt aan weduwen en alleenstaande dochters van overleden vrijmetselaren die praktische en financiële ondersteuning nodig hebben.

## Geschiedenis

### Oprichting
De stichting werd op 9 februari 1922 in Dordrecht opgericht door het echtpaar Van Gijn-Roodenburg. Het kinderloze echtpaar vierde op die dag hun 50-jarig huwelijksfeest. De stichting is vernoemd naar Johanna Heilina Roodenburg (1849-1925). Haar echtgenoot Simon Marius Hugo van Gijn, destijds grootmeester van de Orde van Vrijmetselaren onder het Grootoosten der Nederlanden, vierde tevens zijn vijftigjarig jubileum als vrijmetselaar. Het oorspronkelijke doel van de stichting was het bieden van huisvesting aan weduwen en dochters van vrijmetselaren.

### De Tweede Wereldoorlog
Tijdens de Tweede Wereldoorlog werd de stichting, zoals alle maçonnieke activiteiten, tijdelijk opgeheven vanwege de uitdagende omstandigheden in die periode.

### Koerswijziging
Voorafgaand aan de oorlog was er een ambitieus plan om een eigen gebouw in Dordrecht te vestigen voor de stichting. Dit gebouw zou financieel behoeftige weduwen en alleenstaande dochters van overleden vrijmetselaren een "vrije woning" bieden. Grond werd aangekocht en architect Herman Cornelis Jorissen kreeg de opdracht om een ontwerp te maken. Helaas werden de plannen nooit gerealiseerd.
Ondanks het onvervulde plan, blijft de stichting zich inzetten voor haar doelstelling. Ze biedt ondersteuning in de kosten van huisvesting en levensonderhoud aan degenen die het nodig hebben.
Vrijmetselarij · Beginselen · Geschiedenis · Symbolen · Vrijmetselaarsloge · Ordegrondwet · Obediëntie · Regulariteit en irregulariteit · Ritus · Graden · Grootmeester · Gemengde vrijmetselarij · Para-vrijmetselarij · Antivrijmetselarij · Vrijmetselarij in Nederland · Vrijmetselarij in België · Internationale vrijmetselarij
>>> Meer info op Portaal:Vrijmetselarij <<<